# اچ‌ام‌اس آنستی (کی۲۸۵)
اچ‌ام‌اس آنستی (کی۲۸۵) (به انگلیسی: HMS Honesty (K285)) یک کشتی بود که طول آن ۲۰۵ فوت (۶۲ متر) بود. این کشتی در سال ۱۹۴۲ ساخته شد.